# Symphonia (casa discografica)
Symphonia è stata una etichetta discografica italiana di musica classica con sede a Bologna.

## Storia
Fondata e diretta da Roberto Meo (che aveva anche il ruolo di tecnico del suono) e Sigrid Lee, la casa discografica vantava un catalogo incentrato soprattutto su dischi di musica antica e barocca, incluse alcune prime registrazioni mondiali.
L'etichetta ha pubblicato anche alcuni titoli di musica jazz nelle serie "Symphonia Odyssey" e "Bluesmiles".
A partire dal 2010 la casa discografica ha concesso in licenza le registrazioni del suo catalogo pregresso alla etichetta spagnola Glossa e alla svizzera Pan Classics.

## Artisti prodotti
- Ars Antiqua Austria - dir. Gunar Letzbor
- Cappella della Pietà de' Turchini - dir. Antonio Florio
- Enrico Baiano, clavicembalo
- Ensemble Aurora - dir. Enrico Gatti
- Ensemble Cantilena Antiqua - dir. Stefano Albarello
- Isabella d'Este - dir. Ariane Maurette
- I Fiabi Armonici - dir. Alan Curtis
- La Stagione Armonica - Sergio Balestracci
- Paolo Cherici, liuto
- Luciano Contini, liuto
- Chiara Massini, clavicembalo
- Piccolo Concerto Wien
- Voces Intimae
- Gaetano Nasillo, violoncello
- Jazz e musica improvvisata: Stefano Battaglia, Paolo Fresu, Claudio Riggio, Andrea Pellegrini, Paul McCandless